# Pluja de mandonguilles 2
Pluja de mandonguilles 2 (títol original en anglès, Cloudy with a Chance of Meatballs 2) és una pel·lícula de comèdia de ciència-ficció animada estatunidenca de 2013 produïda per Columbia Pictures i Sony Pictures Animation, animada per Sony Pictures Imageworks i distribuïda per Sony Pictures Releasing. Seqüela de la pel·lícula de 2009 Pluja de mandonguilles, la pel·lícula va ser dirigida per Cody Cameron i Kris Pearn (en els seus debuts com a directors) a partir d'un guió escrit per Erica Rivinoja i l'equip de guionistes de John Francis Daley i Jonathan Goldstein. Phil Lord i Christopher Miller, els directors de la pel·lícula anterior, van tornar com a productors executius, i també van concebre la història amb Rivinoja. Bill Hader, Anna Faris, James Caan, Andy Samberg, Neil Patrick Harris i Benjamin Bratt repeteixen els seus papers de veu en anglès de la primera pel·lícula, mentre que Will Forte, que va fer la veu de Joseph Towne a la primera pel·lícula, dona veu a Chester V en aquesta pel·lícula. Els nous membres del repartiment inclouen Kristen Schaal com l'assistent de l'orangutan de Chester, Barb, i Terry Crews com a Earl Devereaux, en substitució de Mister T.. S'ha doblat i subtitulat al català.
Pluja de mandonguilles 2 es va estrenar als Estats Units el 27 de setembre de 2013 i va ser un èxit de taquilla, amb una recaptació de 274,3 milions de dòlars a tot el món amb un pressupost de 78 milions de dòlars, 31 milions més que la seva predecessora, que només va recaptar. 243 milions de dòlars. La pel·lícula va rebre crítiques generalment positives, tot i que es va considerar inferior a la seva predecessora.